# Pacific Palisades
För TV-serien med samma namn, se Pacific Palisades (TV-serie).
Pacific Palisades är en stadsdel i västra Los Angeles, Kalifornien, USA. Den ligger mellan Brentwood i öster och Stilla havets kust i väster och genomkorsas av Sunset Boulevard. Pacific Palisades är ett kuperat och stundtals mycket höglänt område då det ligger utmed Santa Monica Mountains sluttningar.
En del av det ursprungliga landskapet har skyddats i form av naturreservatet Will Rogers State Park, uppkallat efter komikern och artisten Will Rogers vars egendom blev grunden till reservatet. Parken är ett populärt utflyktsmål och rekreationsområde. 
Pacific Palisades räknas till de mest välbärgade i Los Angeles. Många filmstjärnor har genom åren levt här. Bostadstomternas storlek varierar dock kraftigt, från jättelika, ibland ranchliknande egendomar till ganska små bungalows.
En stor del av Pacific Palisades är förstört av de skogsbränder som sker i området i januari 2025.